# やくしま (掃海艇・3代)
やくしま（ローマ字：JS Yakushima, MSC-602）は、海上自衛隊の掃海艇。ひらしま型掃海艇の2番艇。艇名は屋久島に由来する。鵜来型海防艦「屋久」、うじしま型掃海艇「やくしま」、はつしま型掃海艇「やくしま」に次いで日本の艦艇としては4代目。

## 艦歴
「やくしま」は、平成17年度計画掃海艇394号艇として、USC京浜事業所で2006年5月17日に起工され、2007年9月26日に進水、2009年3月6日に就役し、掃海隊群第2掃海隊に編入され佐世保に配備された。
2009年12月8日、長崎県沖で墜落した第22航空隊SH-60Jヘリの捜索に参加。
2011年3月11日に発生した東日本大震災により災害派遣。
同年7月14日から7月26日、陸奥湾での掃海特別訓練に参加。
2012年2月1日から2月8日、伊勢湾での対機雷戦訓練に参加。
同年11月17日から11月30日、日向灘での機雷掃海訓練に参加。
2014年2月1日から2月8日、伊勢湾での平成25年度機雷戦訓練に参加。
2016年2月1日から2月10日、伊勢湾での平成27年度機雷戦訓練に参加。
2017年2月1日から2月10日、伊勢湾での平成28年度機雷戦訓練に参加。機雷戦訓練終了後、佐世保に帰投中の2月12日午前8時45分頃、室戸岬の南方約10kmで甲板作業中の乗員が海中に転落し、行方不明となった。呉地方総監部と高知海上保安部の艦船30隻超と航空機で捜索したが発見に至らず、一ヶ月後に捜索は打ち切られた。
2021年11月3日、東シナ海において護衛艦「いせ」、「はるさめ」、「あさひ」、ミサイル艇「おおたか」、掃海艇「ひらしま」、「たかしま」とともに米海軍強襲揚陸艦「アメリカ」と日米共同訓練を実施した。
2023年2月27日から3月12日にかけて、輸送艦「おおすみ」、掃海艇「ひらしま」とともに広島湾及び九州西方から沖縄周辺の訓練海空域において実施される日米共同訓練に参加した。米海軍からは強襲揚陸艦「アメリカ」、ドック型揚陸艦「アシュランド」、ドック型輸送揚陸艦「グリーンベイ」等が参加し、クロスデッキ、船舶誘導訓練、捜索救難訓練、立入検査訓練、PHOTOEX等を実施した。
同年9月25日から10月3日にかけて、九州西方から四国沖を経て駿河湾に至る海空域及び沼津海浜訓練場において、輸送艦「しもきた」、護衛艦「みくま」、掃海艇「たかしま」、MCH‐101、米海軍LCACとともに日米共同訓練（輸送特別訓練）を実施した。訓練項目はクロスデッキ（LCAC）、ビーチング訓練、捜索救難訓練、LCAC整備訓練、PHOTOEX等。